# João José Pereira Parobé
João José Pereira Parobé (São José do Norte, 4 de agosto de 1853 — Porto Alegre, 9 de dezembro de 1915) foi um militar, engenheiro e professor brasileiro.
Nascido em São José do Norte no interior do Rio Grande do Sul, em 1869 matriculou-se na Escola Central no Rio de Janeiro e, posteriormente, cursou a Escola Militar da Província do Rio Grande do Sul. Em 1881, como tenente de infantaria, bacharelou-se em ciências físicas e naturais.
Ainda em 1870, com apenas dezessete anos, foi um dos signatários do Manifesto Republicano, primeira manifestação pública republicana, publicada em 13 de dezembro de 1870, pelo jornal carioca 'A República. Este documento considerava o regime monárquico como "uma instituição decadente" e propunha o estabelecimento de uma federação baseada "na independência recíproca da Província, elevando-a à categoria dos Estados próprios unicamente ligados pelo vínculo da nacionalidade e da solidariedade dos grandes interesses da representação e defesa exterior…". O Manifesto ainda falava em "direitos da nação", "opinião nacional", "soberania do povo", "causa do progresso", "liberdade individual", "liberdade econômica", "voto do povo", entre outras expressões.

## O professor engenheiro
Entre 1882 foi nomeado professor interino da Escola Militar da Província do Rio Grande do Sul, tendo lecionado até 1886. Em 1887, devido a problemas de saúde que impossibilitavam sua permanência no Exército, foi reformado no posto de capitão.
Em 1888 trabalhou como engenheiro da Estrada de Ferro Porto Alegre-Uruguaiana. Em 1889 foi nomeado engenheiro municipal da Intendência da cidade de Rio Grande.

## O político atuante
Em face de seu precoce posicionamento em favor da República e da fervorosa defesa que sempre fez desse regime, ainda em 1889 foi nomeado Diretor de Obras Públicas do Rio Grande do Sul. No ano seguinte assumiu o cargo de Secretário Estadual de Obras Públicas, o qual ocupou por dois períodos (1890 a 6 de março de 1906; 25 de janeiro de 1913 a 9 de fevereiro de 1915). Em homenagem ao laborioso trabalho que desenvolveu nessa função, uma cidade do Estado hoje tem seu nome (Parobé).
Sua participação na vida política do Estado foi bastante intensa. Além do cargo de Secretário Estadual de Obras Públicas, foi eleito como Deputado Constituinte em 1891 e como Deputado Estadual em 1909.
Desconfiado do aumento de poder dos imigrantes alemães, chegou a declarara que preferia o atraso econômico do estado a ver a prosperidade depender dos povos de origem germânica.

## O estrategista e empreendedor educacional
Profundamente ligado ao ensino e à educação, o Capitão Parobé participou ativamente da fundação da Escola de Engenharia do RS (entidade precursora da Universidade Federal do Rio Grande do Sul - UFRGS), a qual foi fundada em 1896 por cinco tenentes professores da Escola Militar do Rio Grande do Sul, tendo sido responsável pelo projeto e construção do prédio original dessa escola entre 1898 e 1900. Ainda em 1898, o Cap Parobé assumiu a direção da Escola de Engenharia, permanecendo nesse cargo até seu falecimento em 1915.
Nesse período, sua visão de estrategista educacional e seu senso empreendedor o levaram a fundar o Colégio Estadual Júlio de Castilhos em 1900 (uma das mais importantes e tradicionais escolas de ensino público básico do Estado), a Escola Técnica (que, posteriormente, viria ter o seu nome e que foi uma escola precursora na educação profissional no Brasil), o Instituto Astronômico e Meteorológico e diversos outros institutos que viriam formar a base da futura UFRGS.

## O diretor-carpinteiro
Uma curiosidade sobre sua vida foi a de, quando ainda estudava engenharia, ter aprendido o ofício de carpinteiro, no qual se tornou exímio. Apesar dos altos cargos que ocupou, seu gabinete, via de regra, era uma verdadeira sala de oficina, sendo comum encontrá-lo realizando trabalhos de carpintaria. Tal fato, raro entre aqueles que detinham o poder, causava um misto de espécie e fascínio entre seus visitantes, alunos e funcionários, por verem tão importante pessoa despir-se das vaidades humanas e praticar, às vistas de todos que ali entrassem, um ofício considerado subalterno.